# Burkhard Reich
Burkhard Reich (ur. 1 grudnia 1964) – niemiecki piłkarz, występował na pozycji obrońcy.

## Kariera klubowa
Reich treningi rozpoczął w wieku 10 lat w klubie Dynamo Fürstenwalde. W 1977 roku przeszedł do juniorskiej ekipy Dynama Berlin. W 1981 roku powrócił do Dynama Fürstenwalde. W 1986 roku ponownie został graczem Dynama Berlin. Tym razem spędził tam pięć lat. W tym czasie zdobył z klubem dwa mistrzostwo NRD (1987, 1988), dwa Puchary NRD (1988, 1989), Superpuchar NRD (1989), a także wywalczył z zespołem wicemistrzostwo NRD w 1989 roku.
W 1991 roku, po zjednoczeniu Niemiec, został graczem klubu Karlsruher SC, grającego w Bundeslidze. W tych rozgrywkach zadebiutował 31 sierpnia 1991 w zremisowanym 1:1 meczu ze Stuttgarter Kickers. 9 listopada 1991 w zremisowanym 1:1 spotkaniu z Eintrachtem Frankfurt strzelił pierwszego gola w trakcie gry w Bundeslidze. W 1996 roku dotarł z zespołem do finału Pucharu Niemiec, jednak Karlsruher SC przegrał tam 0:1 z 1. FC Kaiserslautern. W 1998 roku Reich spadł z klubem do 2. Bundesligi. W 1999 roku odszedł do VfB Leipzig, gdzie w 2000 roku zakończył karierę.

## Kariera reprezentacyjna
W reprezentacji NRD Reich zadebiutował 13 maja 1987 w wygranym 2:0 towarzyskim meczu z Czechosłowacją. Po raz ostatni w kadrze zagrał 26 stycznia 1990 w wygranym 2:1 towarzyskim pojedynku z Kuwejtem. W latach 1987–1990 w drużynie narodowej Reich rozegrał w sumie 6 spotkań.